# سنت لوسیا
سَنت لوسیا (نیز سن لوشیا) (به انگلیسی: Saint Lucia) یک کشور جزیره‌ای کوچک در دریای کارائیب و در آستانه اقیانوس اطلس است که در جنوب جزیرهٔ مارتینیک از مستملکات فرادریایی فرانسه و شمال کشور سنت وینسنت و گرنادین قرار دارد. این کشور عضو کشورهای مشترک المنافع می‌باشد، واحد پول این کشور دلار کارائیب شرقی است. این کشور در ۲۲ فوریه ۱۹۷۹ اعلام استقلال کرد.  
این کشور در سال ۱۹۷۹ از بریتانیای کبیر استقلال یافت. این کشور یک حکومت پادشاهی مشروطه دارد و پادشاه بریتانیا که در حال حاضر چارلز سوم میباشد، ریاست این کشور را برعهده دارد نظام سیاسی کشور دمکراسی پارلمانی با دو مجلس است و ریاست دولت را نخست‌وزیرِ منتخبِ مجلس نمایندگان بر عهده دارد. این کشور از زمان استقلال خود تاکنون عضو اتحادیه کشورهای مشترک‌المنافع (مشترک‌المنافع بریتانیا) است اما با توجه به اینکه زبان رسمی آن یک زبان کریؤل فرانسوی (ترکیب فرانسوی و زبان‌های دیگر) است در اتحادیه فرانکوفون (کشورهای فرانسوی‌زبان) هم عضویت دارد. سنت لوسیا در مجمع‌الجزایر معروف به آنتیل کوچک قرار دارد. نام این کشور برگرفته از سنت لوسی قدیس فرانسوی است که فرانسوی‌ها نخستین استعمارگران این جزیره برای آن انتخاب کردند. این جزیره به جهت اینکه چندین بار میان فرانسوی‌ها و بریتانیایی‌ها دست به دست شده به «هلن هند غربی» معروف شده‌است که به ماجرای شخصیت اساطیری هلن در یونان باستان اشاره دارد.
سنت لوسیا ۱۷۳ هزار نفر جمعیت و ۶۰۷ کیلومتر مربع وسعت دارد. اکثریت جمعیت آن را آفریقایی‌تبارهایی تشکیل می‌دهند که در دوران استعمار به عنوان برده وارد آن شدند. دورگه‌ها، هندی‌ها اروپایی‌تبارها و بومیان کارائیب اقلیت‌های نژادی این جزیره هستند.

## تاریخ
فرانسوی‌ها در سال ۱۶۵۰ در جزیره سنت لوسیا مستقر شدند و در سال ۱۸۱۴ آن را تسلیم انگلیسی‌ها نمودند. در سال ۱۹۶۷ انگلیسی‌ها با استقلال داخلی این جزیره موافقت کردند و در سال ۱۹۷۹ به استقلال کامل آن در چهارچوب جامعه کشورهای مشترک‌المنافع انگلیس رضایت دادند.

## جغرافیا
پایتخت این کشور شهر کاستریس با ۶۱٬۳۴۱ نفر جمعیت می‌باشد.
مساحت سنت لوسیا ۶۲۰ کیلومتر مربع و جمعیت آن ۱۶۰٬۶۲۰ نفر است.
از مهم‌ترین شهرهای سنت لوسیا، ویوفورت ۴ هزار نفر، میکود ۳ هزار نفر و سوفریر ۳ هزار نفر را می‌توان ذکر کرد.

## تقسیمات کشوری
کشور سنت لوسیا دارای ۱۱ ایالت می‌باشد:
| نقشه      | ایالت       | تلفظ         |
| --------- | ----------- | ------------ |
|           | آنسه لا ریه | Anse-la-Raye |
| کاستریس   | Castries    |              |
| چویسول    | Choiseul    |              |
| داوفین    | Dauphin     |              |
| دنری      | Dennery     |              |
| گروس آیلت | Gros Islet  |              |
| لابوری    | Laborie     |              |
| میکود     | Micoud      |              |
| پراسلین   | Praslin     |              |
| سوفریر    | Soufriere   |              |
| ویو فورت  | Vieux Fort  |              |

## اقتصاد
واحد پول سنت لوسیا، دلار کارائیب شرقی با واحد جزء (سنت) نام دارد.
صادرات سنت لوسیا را موز تشکیل می‌دهد، توریسم نیز از جمله صنایع پویا در این کشور است.
سنت لوسیا از اعضای کشورهای مشترک‌المنافع است.

## سیاست
جان کامپتون از حزب کارگران متحد در سال ۱۹۸۲ نخست‌وزیر سنت لوسیا شد.
در سال ۱۹۹۷ پرت لوئیزی به عنوان فرماندار کل و کنی آنتونی به سمت نخست‌وزیر سنت لوسیا منصوب شدند.

## مردم

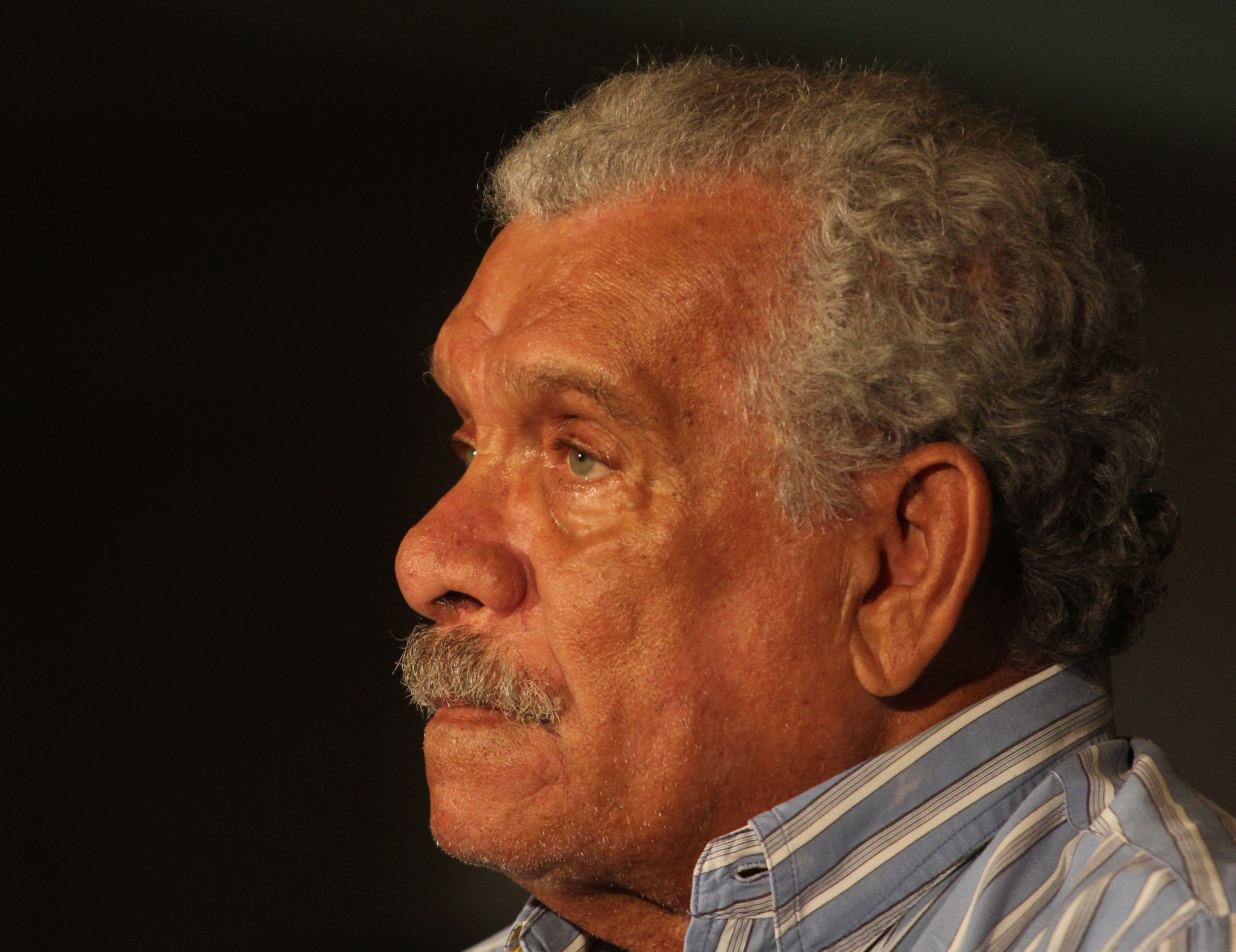
درک والکوت، شاعر، نمایش‌نامه‌نویس و نقاش سنت لوسیایی؛ برنده جایزه نوبل ادبیات (۱۹۹۲) و جایزه تی. اس. الیوت (۲۰۱۱)

۵۰ ٪ نژاد سنت لوسیا را سیاهپوست، ۴۴ ٪ را دورگهٔ سیاه و سفید و ۳ ٪ را هندی تشکیل می‌دهد
همچنین دین ۶۷ ٪ مردم سنت لوسیا، کاتولیک، ۲۲ ٪ پروتستان و ۵ ٪ را سایر مسیحیان در بر می‌گیرند.
انگلیسی زبان رسمی سنت لوسیا است، همچنین زبان فرانسه نیز در این کشور رواج دارد.

## نگارخانه

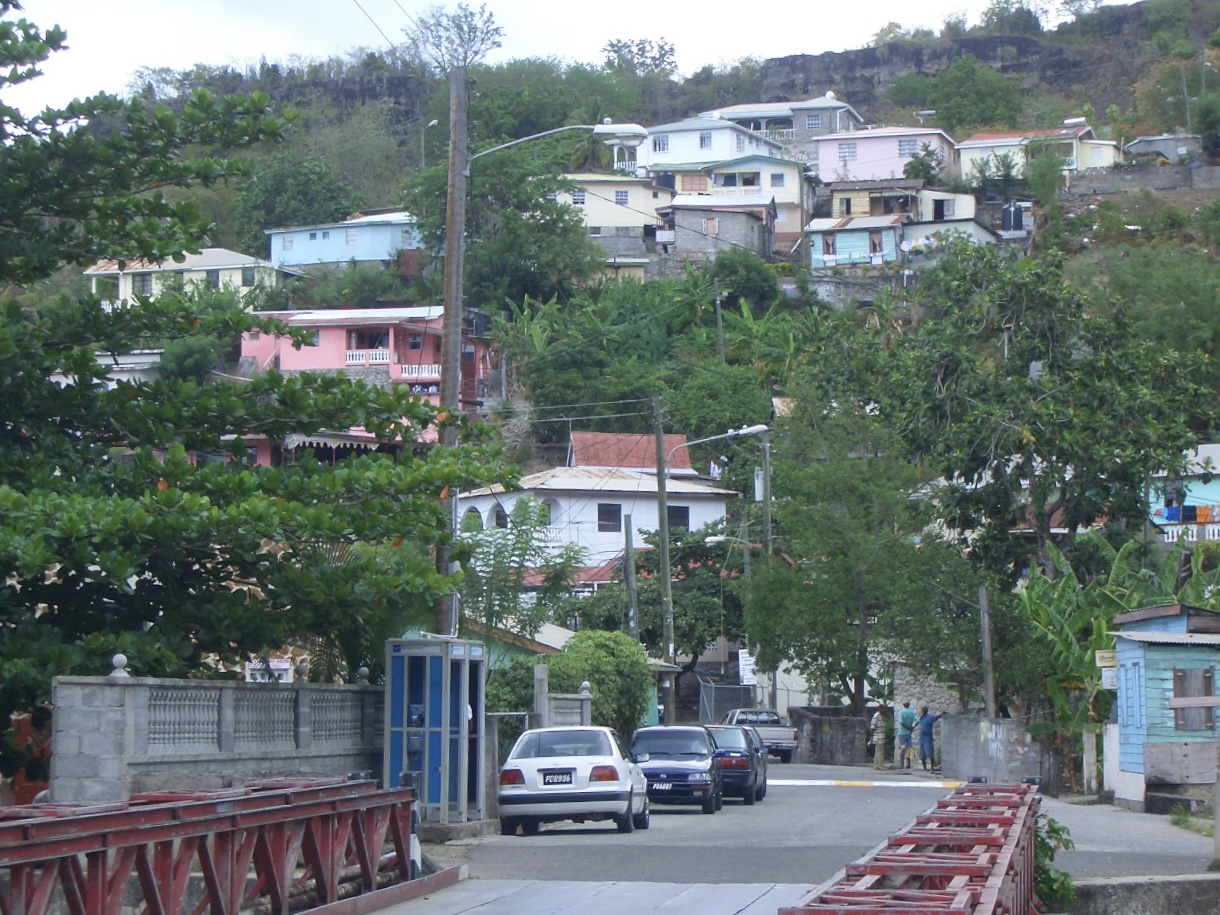
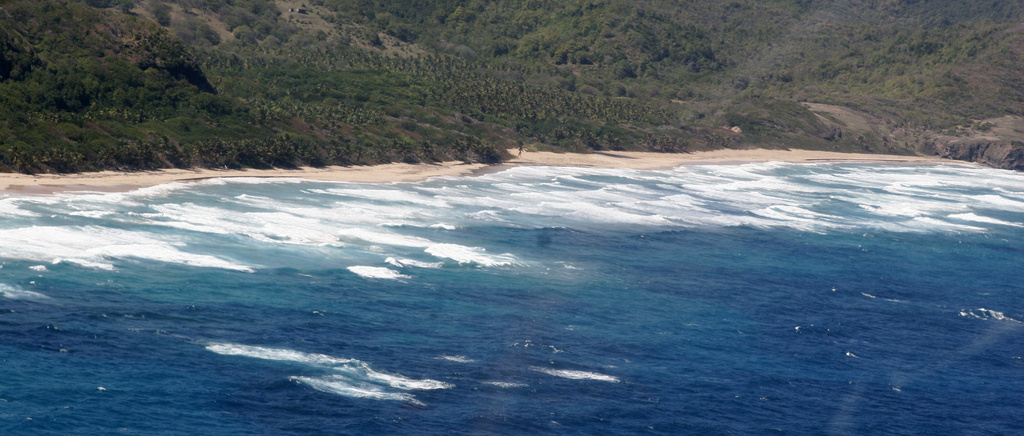
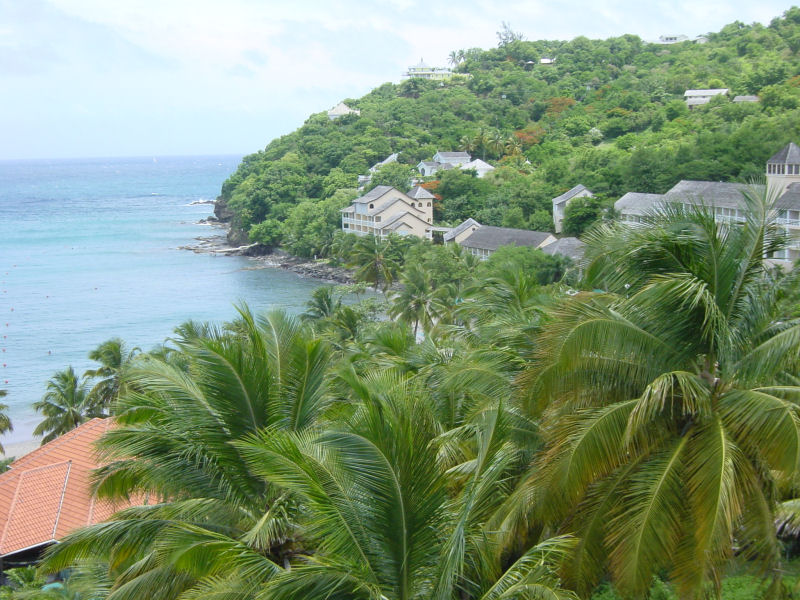